# Camino del Socorro (Güímar)
El Camino del Socorro es un bien de interés cultural, con categoría de Sitio Histórico, situado en el término municipal de Güímar, en la isla de Tenerife (Canarias, España). Comunica el casco urbano de Güímar con el caserío de El Socorro, en la costa. Se trata de una histórica ruta por la que discurre la Romería del Socorro, que se sitúa sobre antiguas vías de trashumancia usadas por la población indígena y que estuvo a punto de desaparecer por el avance del polígono industrial que se sitúa en su margen norte.

## Descripción
El Camino del Socorro discurre en sentido este-oeste, con una longitud de 4,6 km y una anchura variable comprendida entre los 35 m y los 15 m. Se inicia en la Iglesia Matriz de San Pedro Apóstol pasando por la Capilla de San Pedro de Abajo. La zona objeto de protección como BIC arranca en la confluencia de la calle Calvario con la calle Tonazo y calle Lomo del Molino, atravesando sucesivamente los lugares conocidos como La Asomada, La Planta, Hoya Batista, La Costa; para cruzar la Autopista del Sur (TF-1) y bordear la ladera septentrional de Montaña Grande, hasta alcanzar el caserío de El Socorro.
El primer tramo tiene en la actualidad un marcado carácter urbano, al transcurrir por el núcleo de San Pedro de Abajo, si bien la vía se enmarca por numerosas viviendas con hermosas fachadas y casonas vinculadas a las más pudientes familias güimareras que históricamente fijaron su residencia en ella. En la zona del barrio de Los Majuelos y El Calvario las construcciones tienen un carácter más popular y reciente, destacando la capilla de la Santa Cruz, cubierta por bóveda de medio cañón y rematada por frontón clásico.
A partir de La Asomada, el Camino se adentra en un paisaje agrario, con numerosos abancalamientos mediante muros de piedra seca, en los que los cultivos tradicionales están siendo sustituidos por cultivos tropicales de exportación. Son numerosas las casas de campo y chalets modernos que se alinean en las inmediaciones del trazado. Alcanzada la Autopista TF-1, sorteada mediante un puente de reciente construcción, el Camino adopta una configuración diferente al contar con un firme de tierra cuyo trazado bordea la base del cono volcánico de Montaña Grande lindando al sur con la reserva natural especial del Malpaís de Güímar. La margen derecha del Camino muestra un paisaje menos alterado, con huellas de antiguos cultivos hoy abandonados, mientras que hacia la margen izquierda se aprecia el progresivo avance de las infraestructuras asociadas al Polígono Industrial de Güímar, que constituye el principal factor de amenaza de este bien cultural. Finaliza en el caserío de El Socorro, ante la ermita del mismo nombre.
En algunos tramos del Camino aparecen pequeñas superficies empedradas, cuyo origen es relativamente reciente, coincidiendo con la explotación agrícola intensiva que conoció esta zona en las décadas centrales del siglo XX.

## Galería

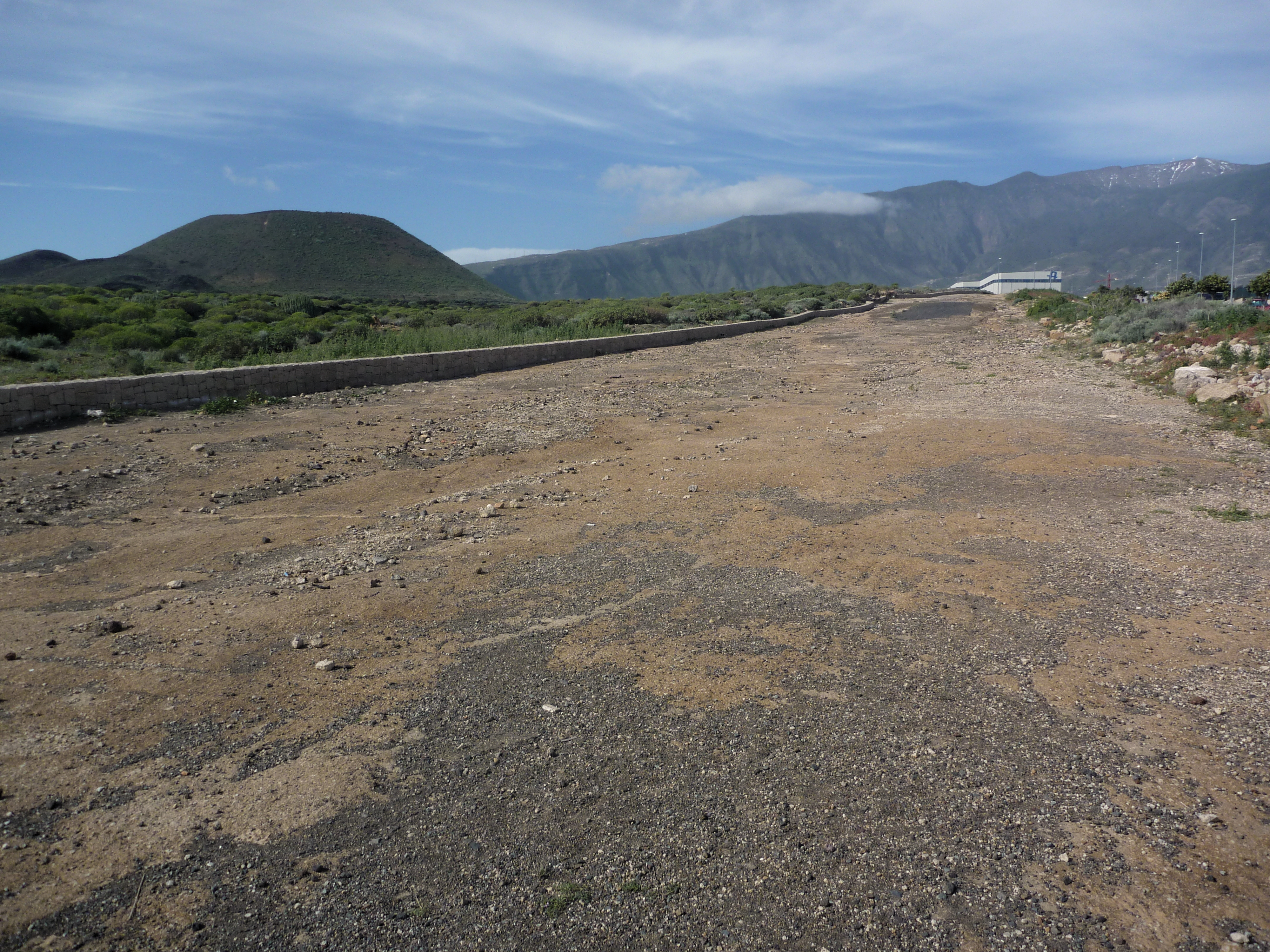
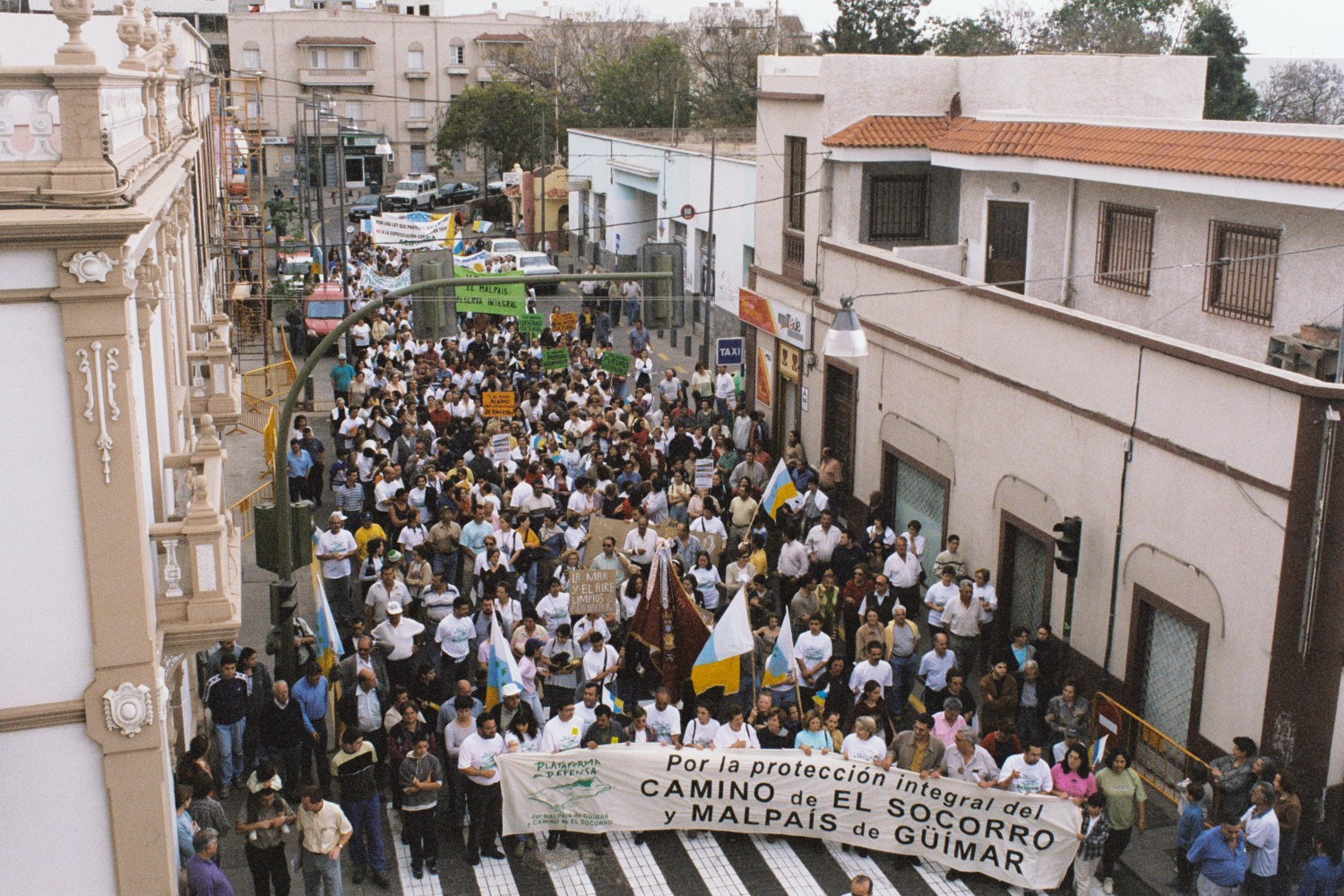